# Bathyraja aguja
Bathyraja aguja — малоизученный вид хрящевых рыб рода глубоководных скатов семейства Arhynchobatidae отряда скатообразных. Обитают в юго-восточной части Тихого океана. Встречаются на глубине до 980 м. Их крупные, уплощённые грудные плавники образуют округлый диск со треугольным рылом. Откладывают яйца. Не являются объектом целевого промысла.

## Таксономия
Впервые вид был научно описан в 1896 году как Raja aguja. Вид назван по географическому месту обитания (Point Aguja, Перу).  Голотип представляет собой неполовозрелую самку длиной 48 см, пойманную на глубине 980 м. Паратип — неполовозрелый самец длиной 28,3 см. Вид известен всего по нескольким особям

## Ареал
Эти скаты являются эндемиками побережья Перу. Встречаются на глубине до 980 м.

## Описание
Широкие и плоские грудные плавники этих скатов образуют ромбический диск с широким треугольным рылом и закруглёнными краями. Позади глаз расположены брызгальца. На вентральной стороне диска расположены 5 жаберных щелей, ноздри и рот. Хвост длиннее диска. На хвосте имеются латеральные складк. У этих скатов 2 редуцированных спинных плавника и редуцированный хвостовой плавник.     

## Биология
Эмбрионы питаются исключительно желтком. Эти скаты откладывают яйца, заключённые в роговую капсулу с твёрдыми «рожками» на концах.    

## Взаимодействие с человеком
Эти скаты не являются объектом целевого лова. Данных для оценки Международным союзом охраны природы охранного статуса  вида недостаточно.